# Nono Tchoutouo
König Nono Tchoutouo (* 1854; † 1957) alias No-Tchoutouo, König von Bangoua in Kamerun, Teil der Bamileke. 1931 wurde er von den französischen Kolonialherren ins Exil geschickt und verbrachte dort 18 Jahre. Er kehrte 1948 nach Bangoua zurück und setzte seine Regierung bis zu seinem Tod 1957 fort.

## Beziehung zu den Kolonialherren
Die deutschen Kolonialisten sahen sich in ihren Gebieten Kamerun von 1884 bis 1916 mit den regionalen Königreichen und dem großen Einfluss der Könige konfrontiert. Sie erkannten die Macht der Tradition und der gewachsenen Strukturen in den Königreichen. Die Loyalität der Menschen zu ihrem König war grenzenlos, er wurde verehrt und geliebt. Die Könige suchten nach Wegen, ihr Volk zu schützen und sich gegenüber den Kolonialisten zu behaupten. Wer sich aber der Kolonialmacht widersetzte, wurde entmachtet oder getötet, die einzige Alternative schien die Zusammenarbeit.
Der König von Bangoua Nono Tchoutouo begrüßte die Deutschen zunächst mit Gastfreundschaft, er ließ 50 Schafe schlachten und begrüßte sie mit Ehren. Er baute auch Gebäude für sie und versuchte zu kooperieren. Die Deutschen waren mit diesem Engagement zufrieden und bezahlten sein Entgegenkommen mit Geld und mit Respekt. Sie nannten ihn einen großen König und unterstützen ihn dabei, das Nachbarkönigreich Bandianse einzunehmen.
Diese Zusammenarbeit endete im Ersten Weltkrieg und mit der Ankunft der französischen Kolonialisten im Jahr 1919. Die Beziehung mit dem neuen Besatzer war eine andere und von Konflikten geprägt. Der König wurde abgesetzt und musste für 18 Jahre ins Exil in das Königreich Dschang gehen. Die Franzosen setzen einen anderen König in Bangoua ein, dem sie vertrauten. Er war ein Verwandter des Königs und hatte vorher als sein Übersetzer gearbeitet. Die Bewohner von Bangoua haben ihn aber nicht akzeptiert, sich gewehrt und forderten die Rückkehr ihres Königs.
Über das Zerwürfnis mit den französischen Besatzern ist folgendes überliefert: Der 21. König der Bangoua-Dynastie sammelte – wie jeder andere König seiner Zeit auch – Steuern für die Kolonialherren ein, die er sorgfältig verwahrte. 1931 verlor Nono Tchoutouo seinen älteren und einzigen Bruder. Voller Trauer beschloss er, seinem Bruder ein würdiges Begräbnis zu organisieren. Er salbte das Grab mit Palmöl, einem damals seltenen und sehr teuren Produkt, und beerdigte seinen Bruder mit dem verwahrten Steuergeld. Die Nachricht erreichte die Kolonialverwaltung in Bangangté, die sich umgehend nach Bangoua begab und den König ins Exil schickte.
1948 konnte Nono Tchoutouo zurückkehren und sein Königreich wieder regieren und instand setzen. Der Eingriff der Kolonialisten in die Strukturen und die Geschichte Bangouas hat dennoch Spuren hinterlassen. Auch der Raub der Kunst und des königlichen Schatzes waren eine Folge dieser Zeit und in vielen Museen in Deutschland und Frankreich und auch der Schweiz finden sich unterschiedliche Objekte aus Bangoua und dem Kameruner Grasland.
Seine Rückkehr aus dem Exil wird noch heute mit dem Macabo-Fest gewürdigt.